# Deadsong
Deadsong è un singolo del gruppo musicale finlandese Before the Dawn, pubblicato il 14 febbraio 2007. Il brano è stato scritto da Tuomas Saukkonen.

## Tracce
1. Deadsong – 3:23
2. Bitter End (Placebo Cover) – 3:25
3. Gehenna (New Version) – 4:21

## Formazione
- Tuomas Saukkonen – voce, chitarra, batteria, tastiera
- Juho Räihä – chitarra
- Lars Eikind – voce, basso
- Katja Vauhkonen – voce